# Machaerina
Machaerina Vahl  é um género botânico pertencente à família Cyperaceae.
O gênero apresenta aproximadamente 85 espécies.

## Sinônimos
- Baumea Gaudich.
- Vincentia Gaudich.

## Principais espécies
- Machaerina austrobrasiliensis
- Machaerina ficticia
- Machaerina iridifolia
- «PPP-Index Lista completa»